# Ilijas Ispanow
Ilijas Saparbekuly Ispanow (kasachisch Ілияс Сапарбекұлы Испанов, russisch Ильяс Сапарбекович Испанов/Iljas Saparbekowitsch Ispanow; * 1. Januar 1976 in Semchos, Kasachische SSR) ist ein kasachischer Politiker.

## Leben
Ilijas Ispanow wurde 1976 im Dorf Semchos im Kreis Ordabassy in der Oblast Tschimkent geboren. Er machte 1996 seinen Abschluss an der Kasachischen Humanitären und Juristischen Universität in Aqmola. 2007 folgte ein weiterer Abschluss an der London School of Economics and Political Science.
Seine berufliche Laufbahn begann er 1993 als Mitarbeiter und stellvertretender Direktor der Zweigstelle des Unternehmens Ak-Bastau in Saryaghasch. In den folgenden Jahren war er für die Kasachische Nationalbank und die Republikanische Budget Bank in der Region tätig und zwischen 1997 und 1998 leitete er die regionale Zweigstelle der Temirbank in Saryaghasch. Zwischen 1999 und 2002 war er Assistent des Äkim der Region Südkasachstan und anschließend Assistent des Vorsitzenden des kasachischen Zollkontrollkomitees. Von 2003 bis 2005 arbeitete er für kasachischen Behörden in der Hauptstadt Astana und von Oktober 2005 bis Februar 2006 war Ispanow im kasachischen Finanzministerium tätig. Danach bekleidete er verschiedene Positionen im kasachischen Justizwesen. So war er zuerst beim städtischen Gericht in Astana beschäftigt und anschließend erster stellvertretender Vorsitzender des Verwaltungsausschusses beim Obersten Gerichtshof Kasachstans. Im April 2009 wurde er zuerst Leiter der Abteilung für Wirtschaft und Finanzen der kasachischen Generalstaatsanwaltschaft und bekleidete danach weitere Positionen bei der Generalstaatsanwaltschaft. Zwischen September 2013 und Juli 2016 arbeitete er erneut beim Obersten Gerichtshof. Am 4. Juli 2016 wurde er zum Äkim (Bürgermeister) der Stadt Aqtöbe ernannt.